# USS Washington (BB-56)
«Вашингтон» (BB-56) (англ. USS Washington (BB-56) — військовий корабель, лінійний корабель типу «Норт Керолайна» військово-морських сил США за часів Другої світової війни.

## Історія створення
Лінійний корабель «Вашингтон» був закладений 14 червня 1938 року на верфі Philadelphia Naval Shipyard, Філадельфія. 1 червня 1940 року корабель спущений на воду, а 15 травня 1941 року увійшов до складу ВМС США.

## Історія служби
Після декількох місяців навчань «Вашингтон» увійшов до складу 6-ї дивізії лінкорів Атлантичного флоту. Після вступу США у війну «Вашингтон» був перекинутий у Скапа-Флоу для посилення британського флоту. У переході з Портленда з 26 березня по 4 квітня брали участь «Вашингтон», авіаносець «Восп», крейсери «Вічита» та «Тускалуза». Під час переходу 27 березня на борту «Вашингтона» стався інцидент — упав за борт і загинув командувач лінійними силами Атлантичного флоту адмірал Вілкокс.
З 28 квітня по 5 травня 1942 року «Вашингтон» входив в далеке прикриття арктичного конвою PQ 15. Під час походу отримав пошкодження від вибуху глибинних бомб есмінця «Паджабі», що потопав після зіткнення з лінкором «Кінг Джордж V». Ремонтувався на плаву у Хваль-фіорді (Ісландія).
З 1 по 6 липня прикривав конвой PQ 17. З 21 липня по 23 серпня 1942 року пройшов ремонт у Нью-Йорку. Перейшов на Тихий океан і 15 вересня включений до складу оперативної групи TF.17.
У ніч на 15 листопада 1942 року у складі оперативної групи TF.64 взяв участь у нічному бою біля Гуадалканала. Американське з'єднання у складі лінкорів «Вашингтон», «Саут Дакота» й чотирьох есмінців зустрілося в бою з японським з'єднанням у складі лінкора, чотирьох крейсерів та 9 есмінців. За допомогою радара лінкор «Вашингтон» практично впритул розстріляв японський лінійний крейсер «Кірішіма», який потім був затоплений власним екіпажем.
На початку 1943 року «Вашингтон» продовжував діяти в районі Соломонових островів. У червні-липні пройшов ремонт у Перл-Гарборі, після чого був приданий до швидкохідного авіаносного з'єднання TF.58. У його складі в кінці 1944 року взяв участь у рейді на Маршаллові острови, обстрілі Науру. У січні 1944 бомбардував атоли Таро і Кваджалейн. 1 лютого 1944 року зіткнувся з лінкором «Індіана», ремонт тривав 3 місяці.
Влітку 1944 року в складі оперативної групи TF.58 брав участь у захопленні Маріанських островів і битві у Філіппінському морі. Наприкінці війни брав участь у висадці на Іодзіму, рейді проти японських островів, вів обстріл позицій на Окінаві. У липні 1945 року пройшов ремонт на верфі в П'юджет Саунд і 2 вересня встиг взяти участь у церемонії підписання капітуляції Японії в токійській затоці.
17 жовтня прибув до Філадельфії. У листопаді-грудні 1945 року в рамках операції «Меджік Карпет» вивіз з Великої Британії 1664 демобілізованих військовослужбовців.
Всього за час війни отримав 13 бойових зірок. 27 червня 1947 лінкор виведено у резерв. 1 червня 1960 року виключений зі списків флоту і 24 травня 1961 року проданий на злам .